# Haploscoloplos bifurcatus
Haploscoloplos bifurcatus är en ringmaskart som beskrevs av Hartman 1957. Haploscoloplos bifurcatus ingår i släktet Haploscoloplos och familjen Orbiniidae. Inga underarter finns listade i Catalogue of Life.